# Neuseeländische Badmintonmeisterschaft 1927
Die Neuseeländische Badmintonmeisterschaft 1927 fand Anfang September 1927 in Wanganui statt. Es war die erste Badminton-Meisterschaft von Neuseeland. Es wurden die Titelträger im Herreneinzel, Herrendoppel, Dameneinzel, Damendoppel und Mixed ermittelt. Alle drei möglichen Herrentitel gewann Reverend Ralph Creed Meredith, eine der bedeutendsten Persönlichkeiten im neuseeländischen Badminton aus dieser Zeit.

## Finalresultate
| Disziplin    | Sieger                          | Finalist                       | Ergebnis          |
| ------------ | ------------------------------- | ------------------------------ | ----------------- |
| Herreneinzel | Ralph Creed Meredith            | G. L. Wilson                   | 15-6, 15-2        |
| Dameneinzel  | E. Hetley                       | N. Wanklyn                     | 15-9, 15-5        |
| Herrendoppel | Ralph Creed Meredith M. H. Fell | H. W. Austin G. M. Coward      | 11-15, 15-1, 15-3 |
| Damendoppel  | E. Hetley N. Wanklyn            | Mrs. H. W. Austin Calver       | 15-6, 15-4        |
| Mixed        | Ralph Creed Meredith E. Hetley  | H. W. Austin Mrs. H. W. Austin | 15-5, 15-5        |